# Calandrinia carolinii
Calandrinia carolinii är en källörtsväxtart som beskrevs av Hershkovitz och D. I. Ford. Calandrinia carolinii ingår i släktet sidenblommor, och familjen källörtsväxter. Inga underarter finns listade i Catalogue of Life.